# Blomsymmetri
Blomsymmetri anger hur många tänkta symmetriplan som kan läggas genom en blomma. 

## Aktinomorf
Den vanligaste symmetrin är aktinomorf, som även kallas radiärsymmetrisk, rund eller vanlig. Det betyder att blomman kan delas i minst tre tänkta symmetriplan genom mitten. Formen kan liknas vid en stjärnas. Lägg dock märke till att vad som kan uppfattas som en aktinomorf blomma kan vara en hel blomställning, särskilt gäller det hos de korgblommiga växterna (Asteraceae). Välkända arter som prästkrage, maskros och tusensköna har sådan korg av blommor. Vitsippa, smörblomma, vit näckros och päron har däremot typiska aktinomorfa blommor.

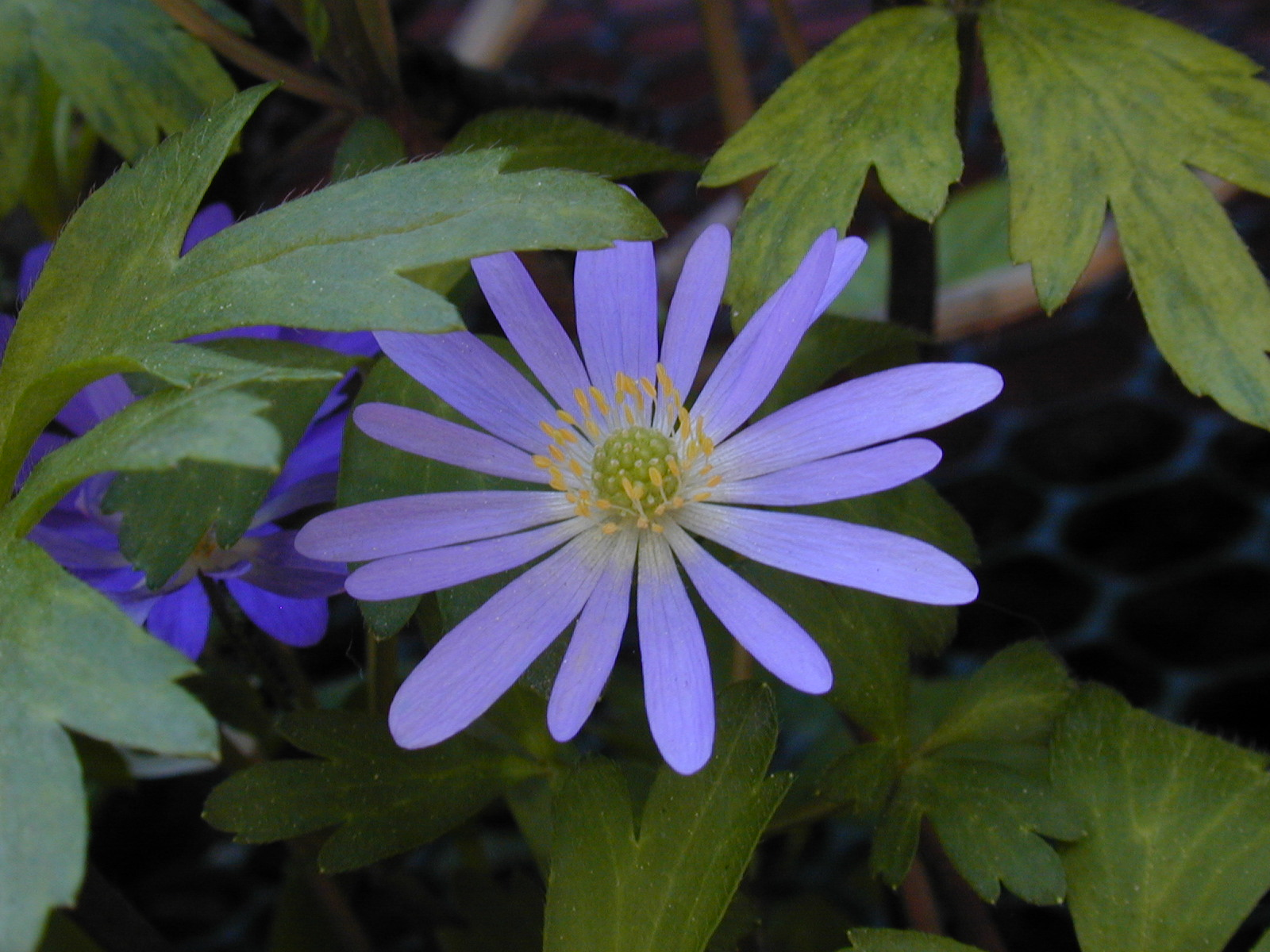
Aktinomorfa blommor hos Balkansippa (Anemone blanda).
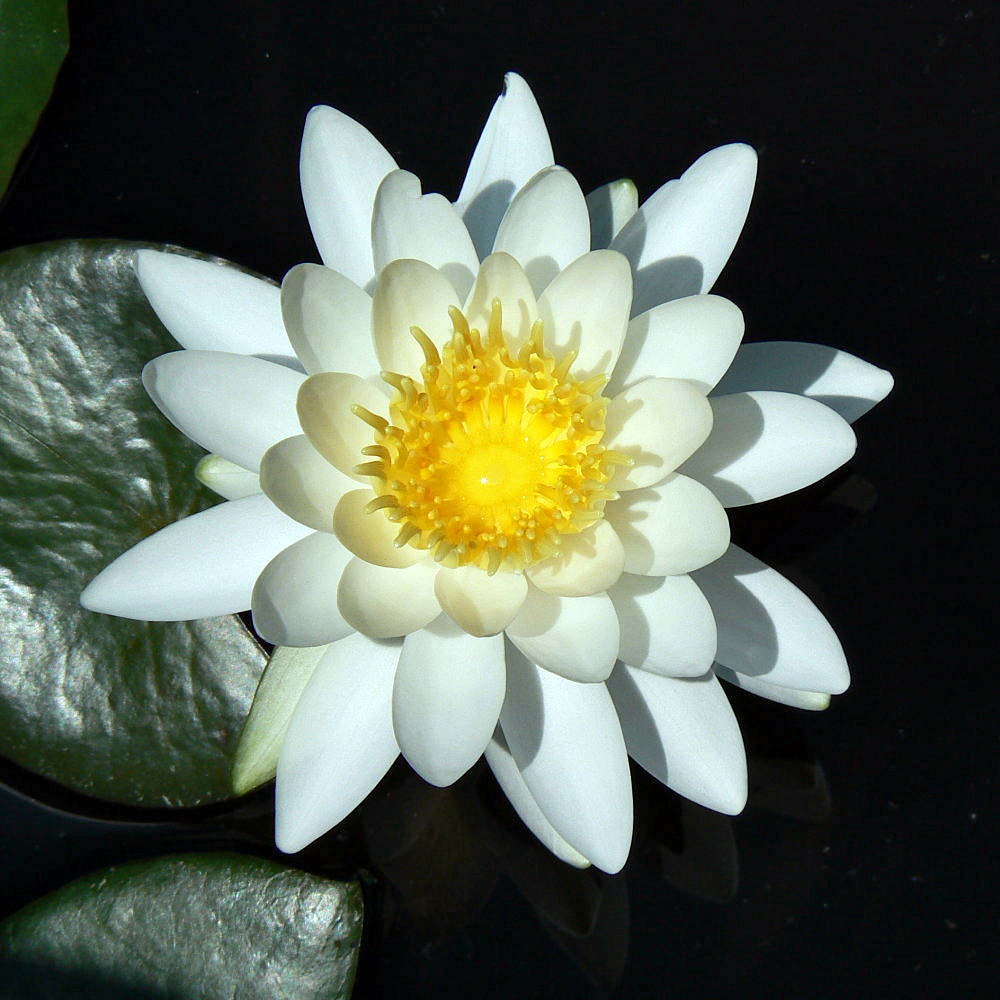
Aktinomorf blomma hos vit näckros (Nymphaea alba).
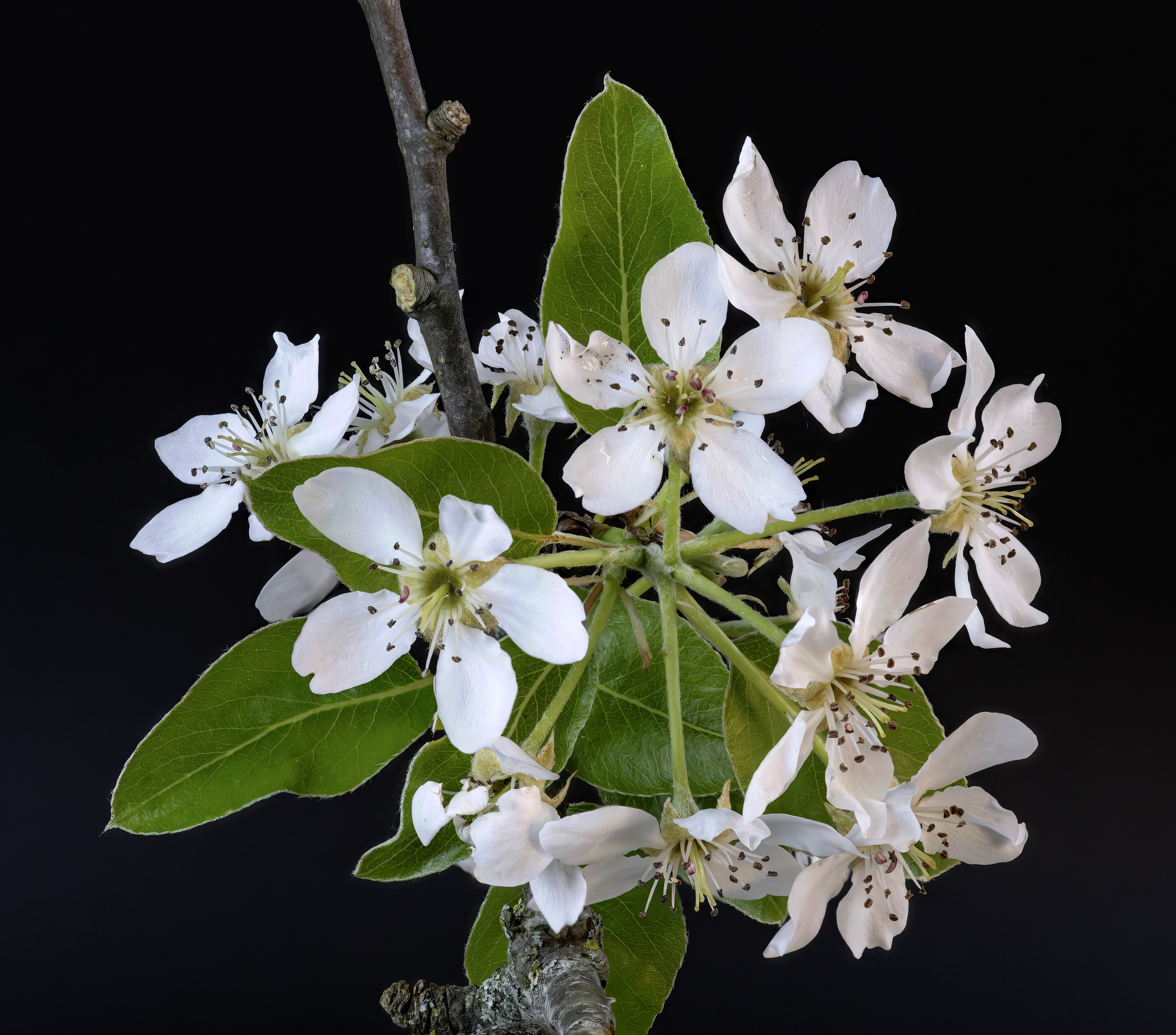
Aktinomorfa blommor hos päron (Pyrus communis).

## Zygomorf
Zygomorfa blommor har bara ett tänkt symmetriplan som ger lika delar, det kallas även spegelsymmetrisk eller bilateral. Formen kan liknas vid ett ansiktes där höger sida speglar vänster sida, men övre inte är samma som nedre. Ordet har bildats från de grekiska orden ζυγόν, zygon = bärok och μορφή, morfé = form.
Zygomorfa blommor är vanligt hos orkidéer, violer, kransblommiga växter som salvia och vitplister och hos amaryllis.

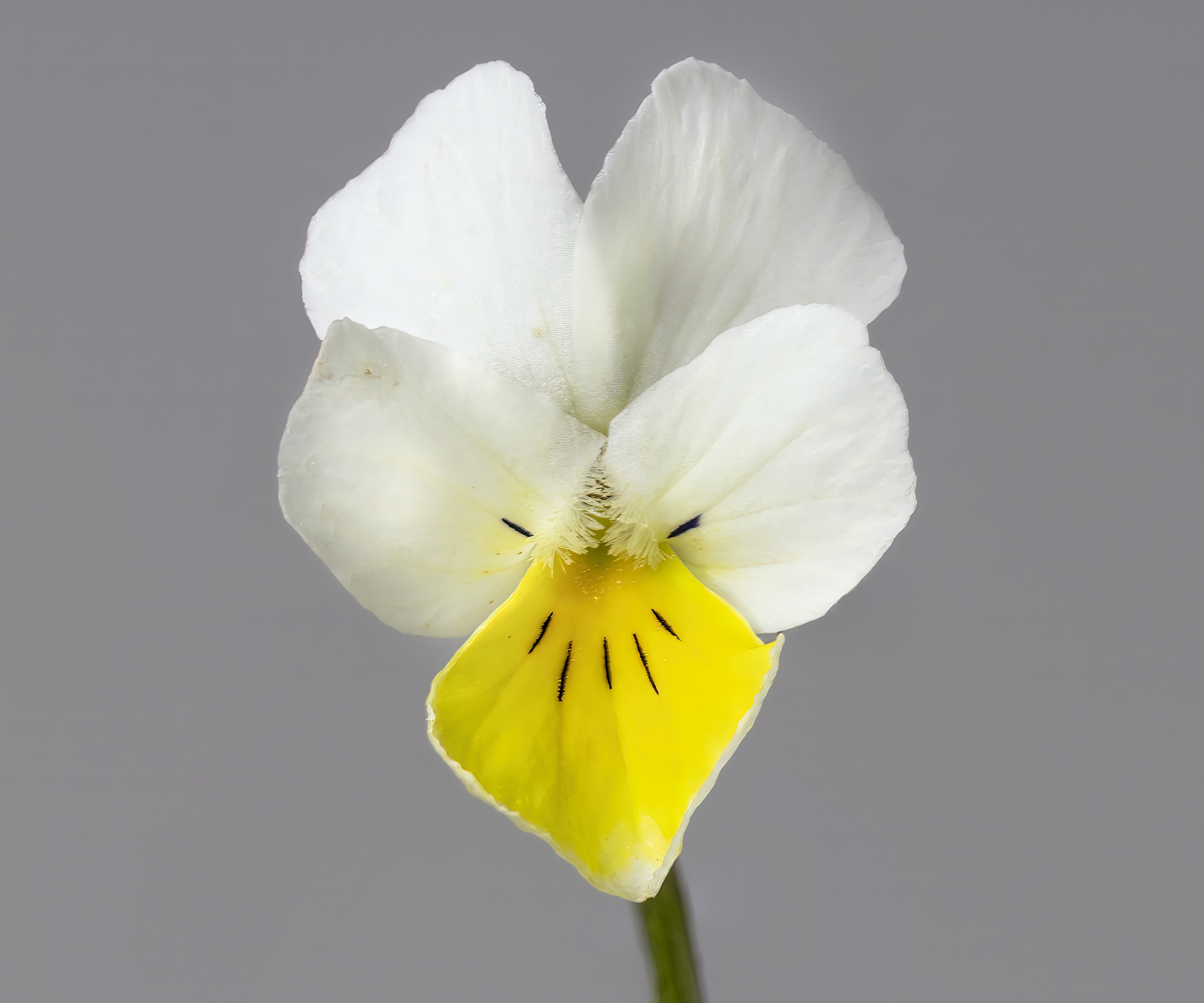
Zygomorf blomma hos Åkerviol (Viola arvensis).
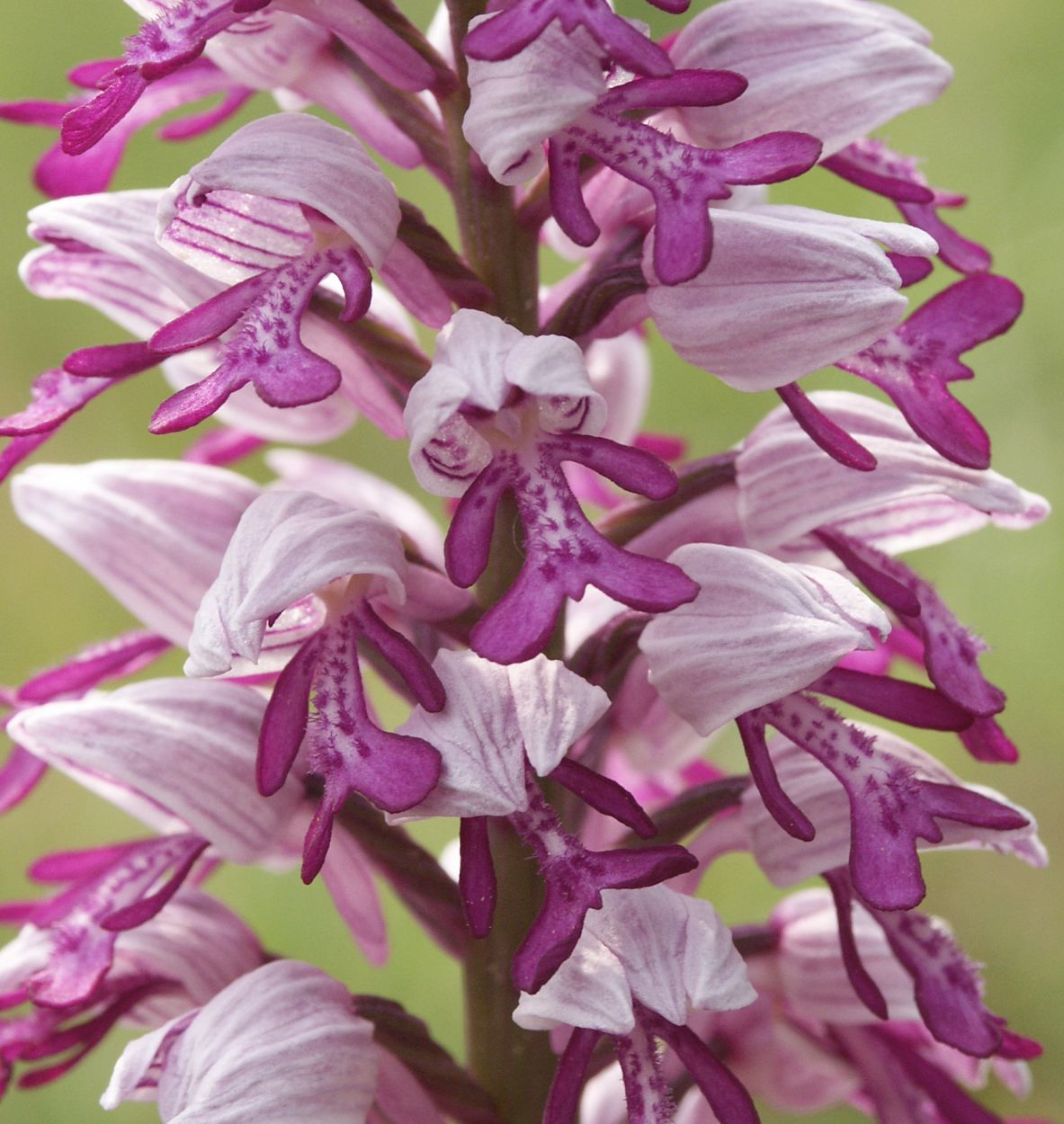
Zygomorfa blommor hos Johannesnycklar (Orchis militaris).
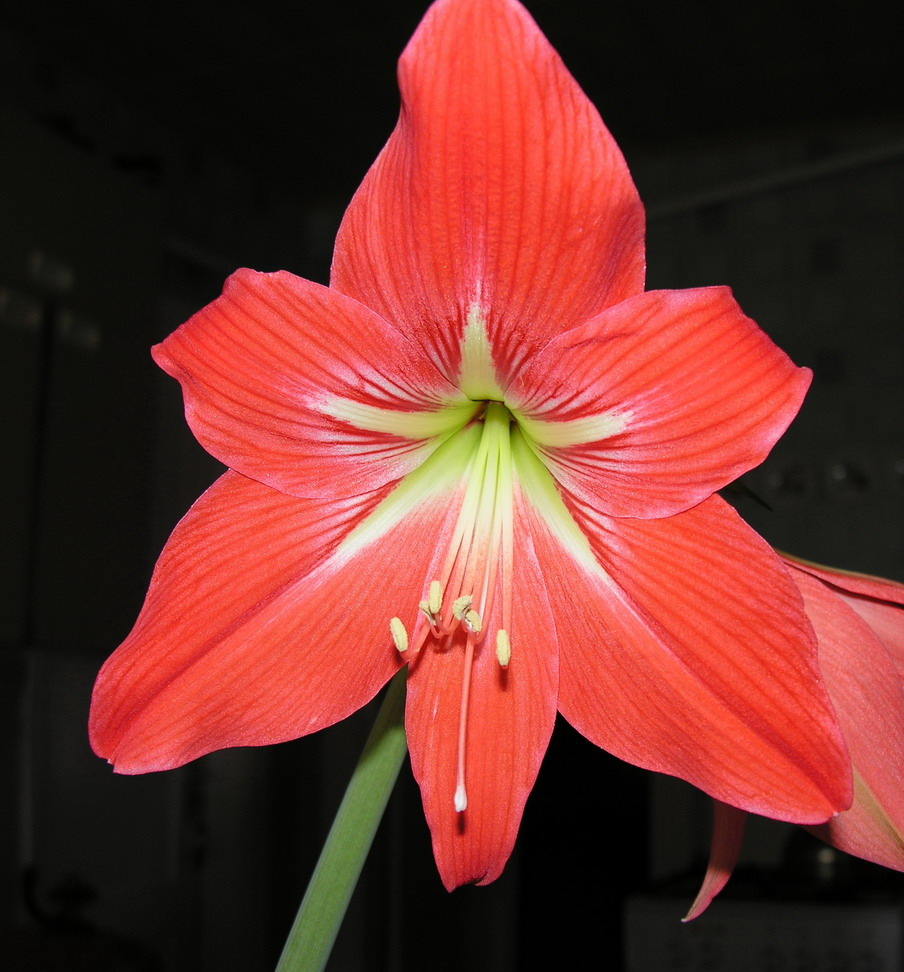
Zygomorf blomma hos Amaryllis (Hippeastrum).

## Bisymmetrisk
Bisymmetriska blommor har exakt två tänkta symmetriplan som ger lika delar. Formen kan liknas vid ett kors, så att höger sida är likadan som vänster sida och likaså är övre delen likadan som nedre delen MEN de fyra delarna är inte likadana. Detta är typiskt för korsblommiga växter. En annan sorts bisymmetri finns hos löjtnantshjärta, där "hjärtat" har höger sida likadan som vänster, men också framsidan likadan som baksidan.

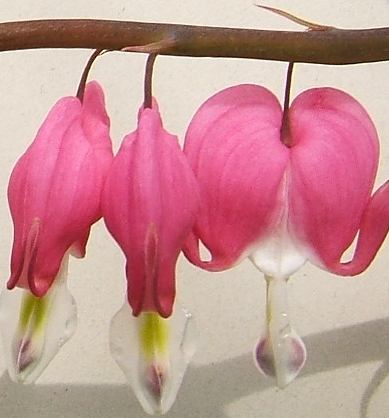
Bisymmetriska blommor hos löjtnantshjärta (Dicentra spectabilis).
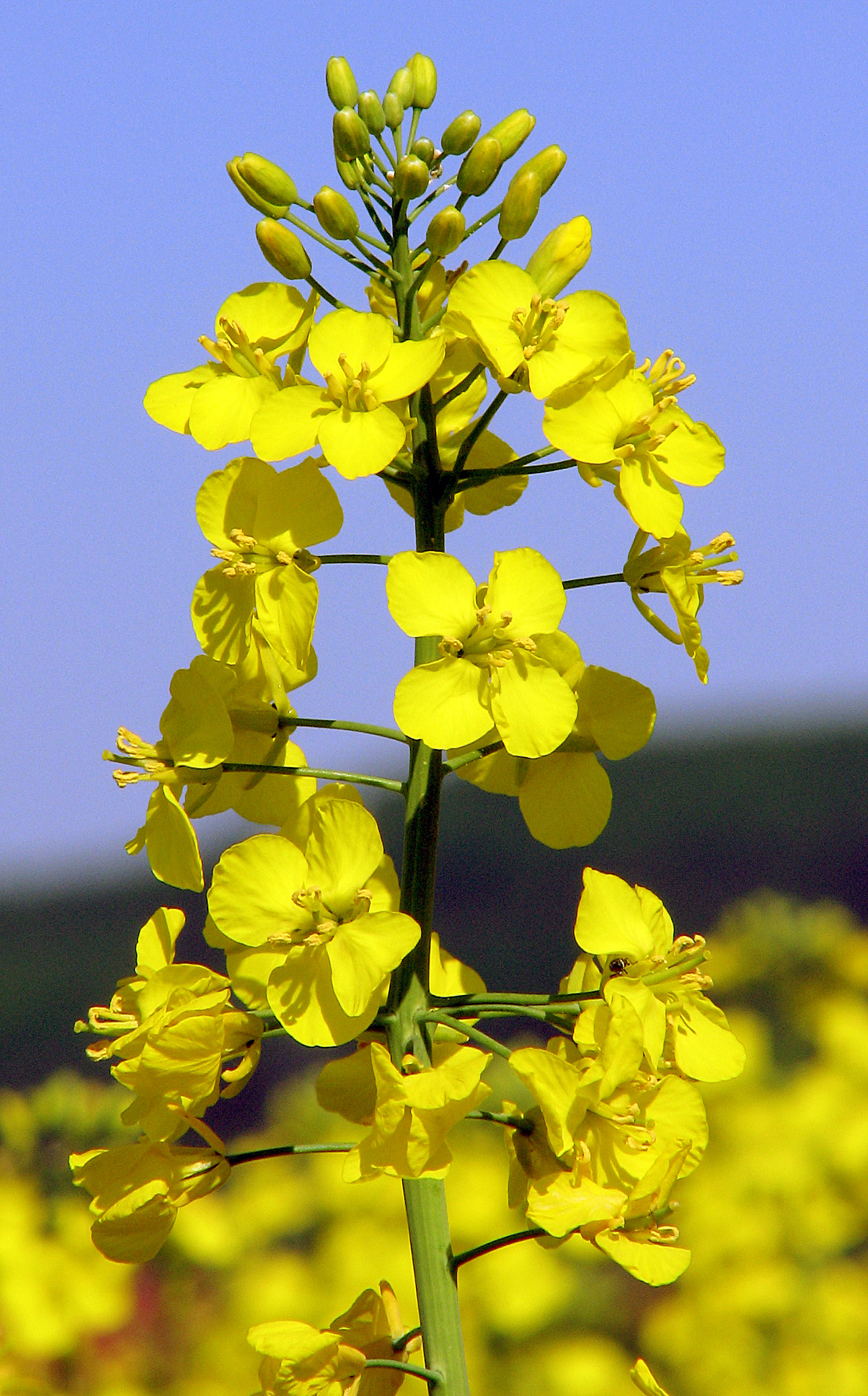
Bisymmetriska blommor hos raps (Brassica napus).
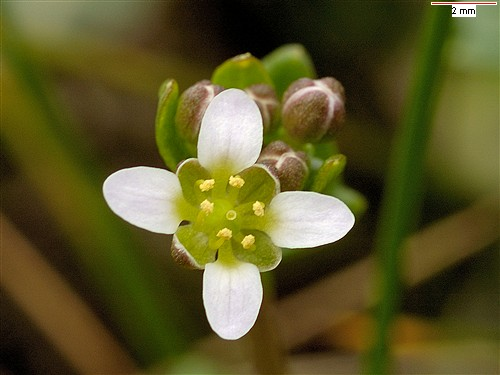
Bisymmeriska blommor hos dansk skörbjuggsört (Cochlearia danica).

## Asymmetrisk
Det finns även, sällsynt, asymmetriska blommor som inte har något symmetriplan alls. Blommorna kan bestå av mycket olika kronblad, eller så kan asymmetrin bestå av bara en liten krökning åt höger eller vänster. Canna har asymmetriska blommor där inget hylleblad är likadant som något annat, och Phaseolus elegans har en kraftig krökning. Saintpaulia skulle ha zygomorfa blommor om det inte vore för att stiftet alltid pekar snett, och de blir då asymmetriska.

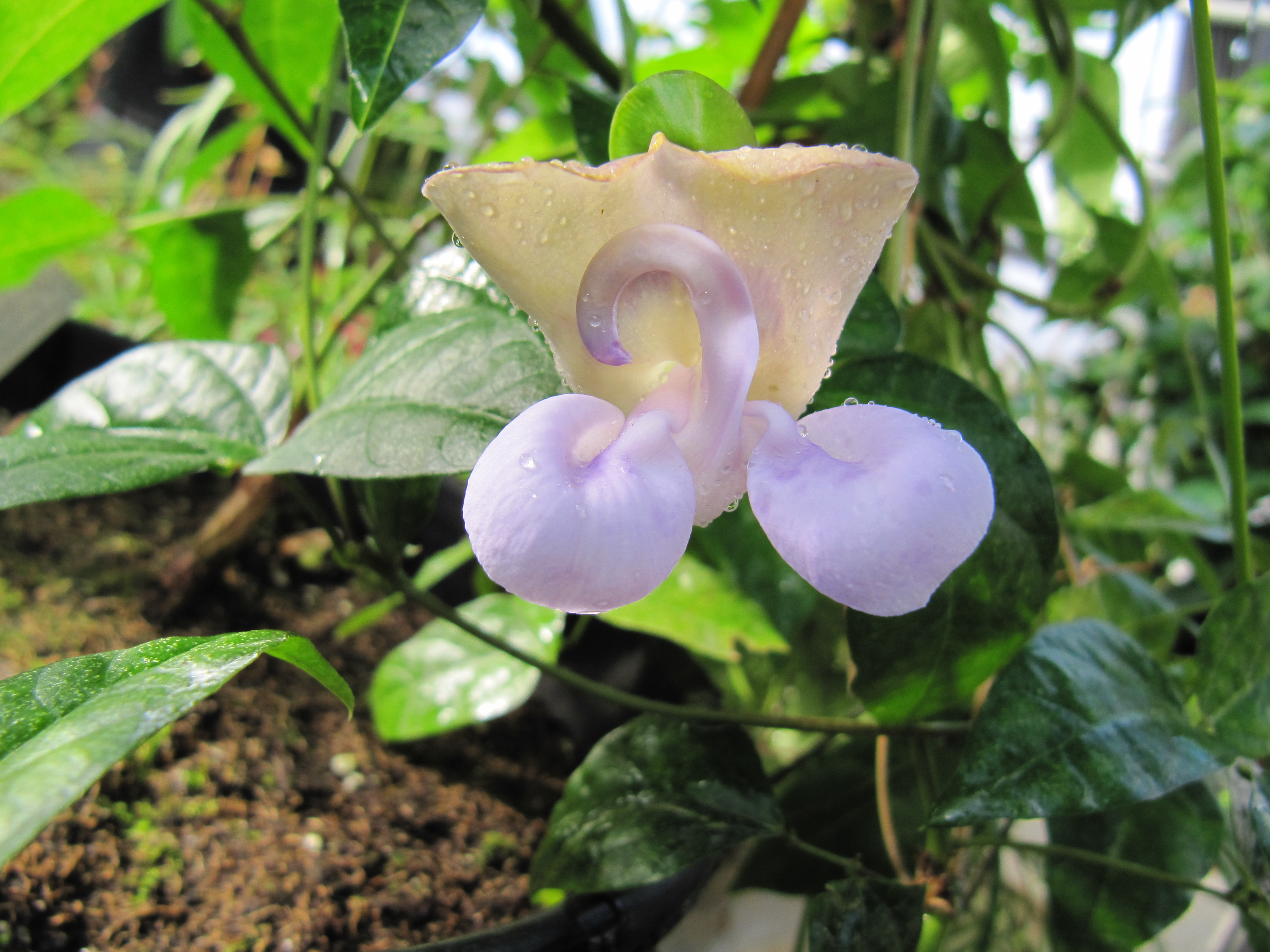
Asymmetrisk blomma hos Phaseolus elegans ("Elegansböna").
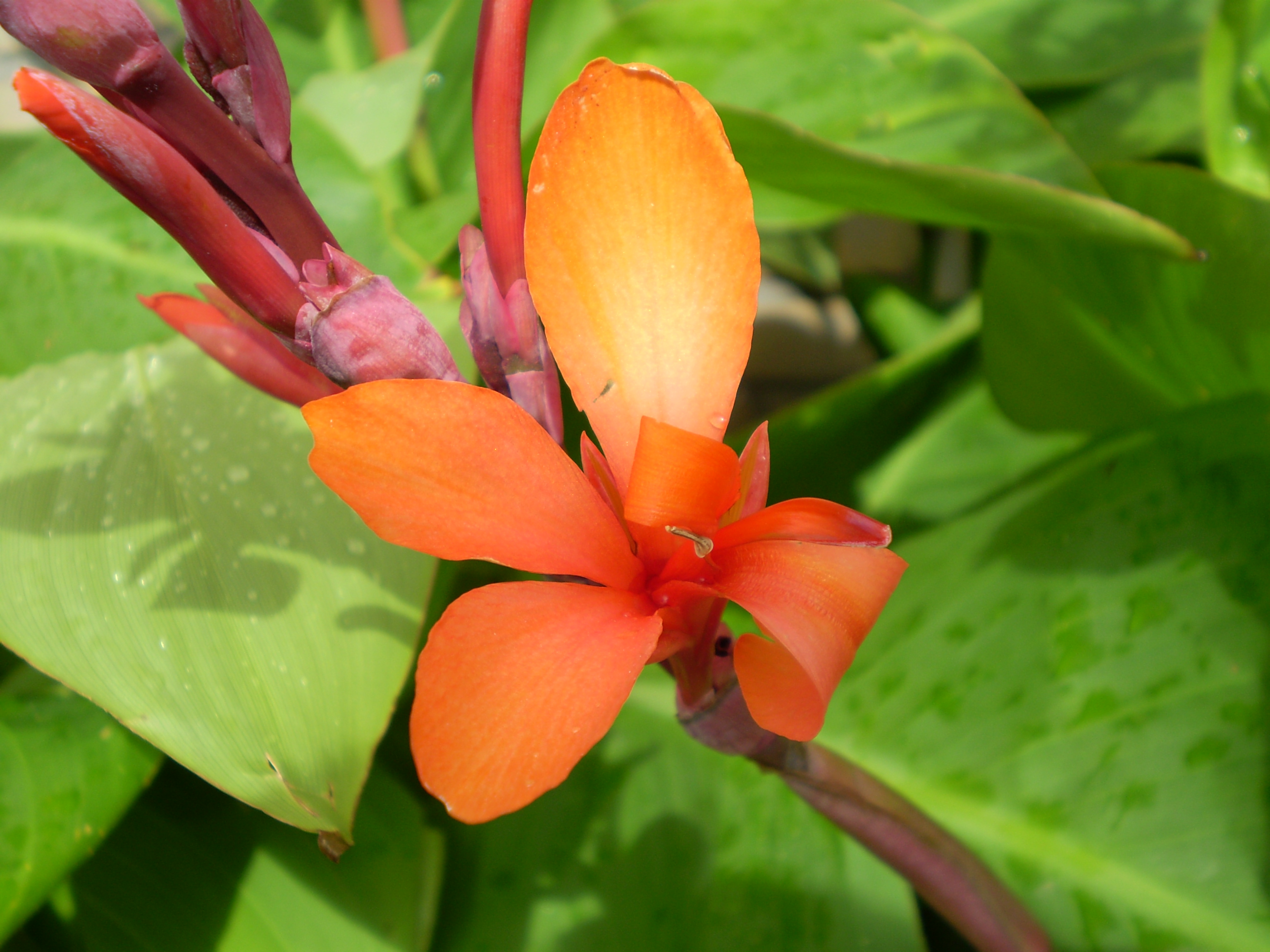
Asymmetrisk blomma hos Canna hybrid.
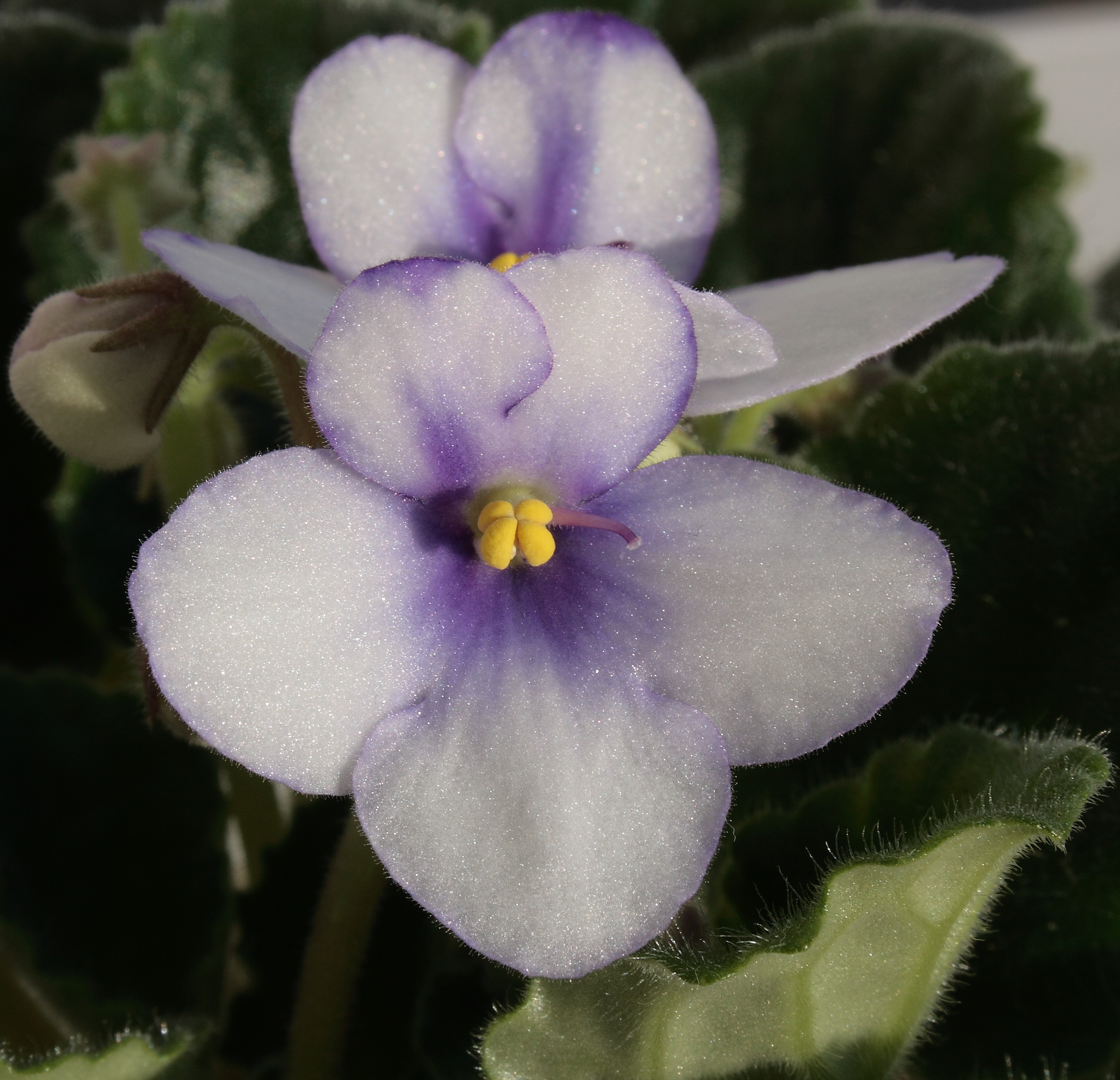
Lätt asymmetrisk blomma hos Saintpaulia ionantha. Lägg märke till stiftet.

## Blomsymmetrins evolution
Den ursprungliga symmetrin hos blomväxternas blommor är aktinomorf, de andra formerna har utvecklats senare och flera gånger vardera. Zygomorfa blommor är en anpassning till de pollinerande insekterna. Den zygomorfa symmetrin styrs av få gener och arter som brukar ha zygomorfa blommor kan ibland ha aktinomorfa. Detta kallas peloria och beskrevs av Linné hos Gulsporre och likaså av Charles Darwin.

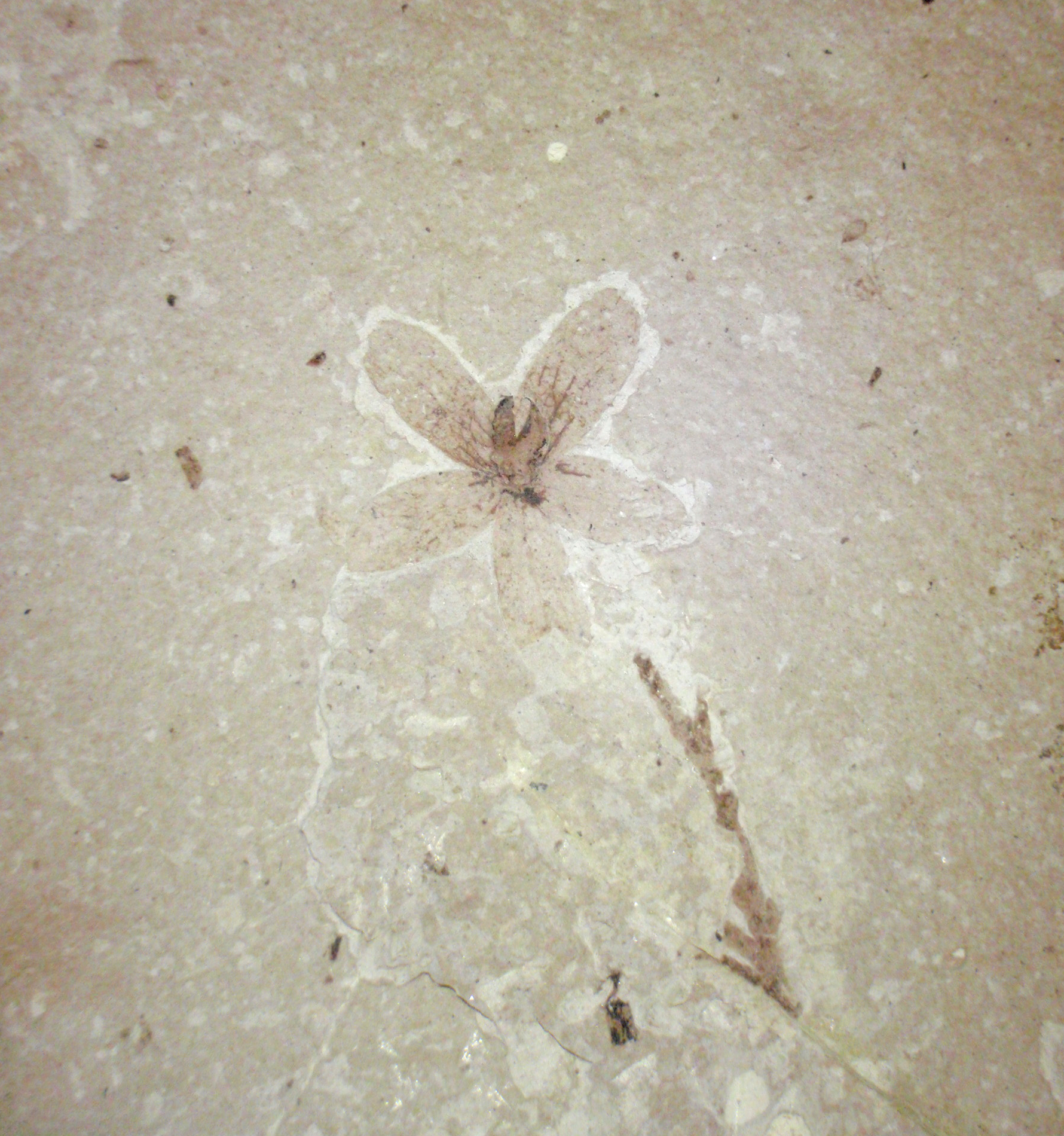
Fossil aktinomorf blomma från eocen, ca 35 milj. år sedan.
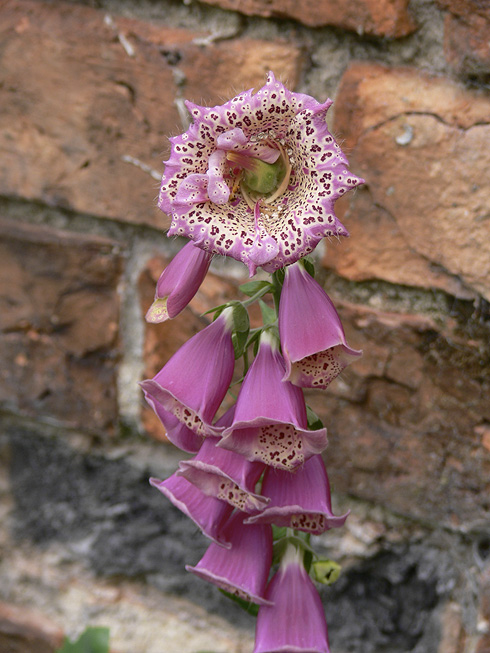
Peloria hos Fingerborgsblomma (Digitalis purpurea).